# Dendrocerus chilocori
Dendrocerus chilocori är en stekelart som först beskrevs av Ishii 1951.  Dendrocerus chilocori ingår i släktet Dendrocerus och familjen trefåresteklar. Inga underarter finns listade i Catalogue of Life.